# エドム

エドムはパレスチナの南南東、死海の南からアカバ湾に至る地域で、一般に「エドムの地」と言われる。エドムの範囲は、北は死海、南は葦の海（紅海）に至る山地で、北はセレデ川の境界にモアブと接していた。エドム人は後にヘレニズム文化でギリシア語化し、イドマヤ人と呼ばれるようになった。
「エドムの地」とは、イサクの子エサウが住んだ地を意味する。「セイルの地」「セイル山」とも呼ばれているが、「セイル」は「毛皮のよう」つまりエサウの身体の状態を表す言葉から来ているという説がある。
出エジプトの後に、エドムの西の境界の町としてカデシュ (en) をあげている。ホル山もエドムにある。
ヨシュアの領土分割相続の時にユダ族の南の境界は、ツィンの荒野で、エドムとの国境であった。
エドムの地には、アカバ湾からシリヤ・メソポタミヤに通じる王の道があり、エジプトとアラビアを結び交通の要路があったので、農耕、通商、貿易による巨額の収益があった。